# ريغي ماكبرايد
ريغي ماكبرايد (بالإنجليزية: Reggie McBride)‏ هو موسيقي أمريكي، ولد في 17 سبتمبر 1954 في ديترويت في الولايات المتحدة.

## وصلات خارجية
- ريغي ماكبرايد على موقع ميوزك برينز (الإنجليزية)
- ريغي ماكبرايد على موقع أول ميوزيك (الإنجليزية)
- ريغي ماكبرايد على موقع ديسكوغز (الإنجليزية)